# Laila Jansson
Laila Birgitta Jansson, senare Strid-Jansson, född Strid 11 september 1936 i Hälsingtuna församling i Gävleborgs län, är en svensk före detta politiker (nydemokrat) och riksdagsledamot under mandatperioden 1991–1994 för den dåvarande valkretsen norra Älvsborgs län. Laila Jansson var ledamot i arbetsmarknadsutskottet. Hon bodde i Hudiksvall och arbetade som klädskapare, designer samt egenföretagare. Hennes make Arne Jansson var bland annat partisekreterare i Ny demokrati 1994. År 1991 var formgav hon kläder till LO-kongressen i Folkets hus i Stockholm.